# Долж
Долж e окръг в регион Олтения (Oltenia), Румъния (в историческата област Влахия). Площта му е 7414 квадратни километра, а населението – 621 046 души (по приблизителна оценка от януари 2020 г.).

## Градове
- Крайова
- Бъйлещ
- Калафат
- Филяш
- Сегарча
- Бекет (Румъния)
- Дъбулени